# 릴 젠
"니콜라스 디에고 리아노스(Nicholas Diego Leanos)"1996년 9월 7일 출생), "릴 젠"이나,(/zæn/) 디고(Diego)로 잘 알려져 있는 그는 멕시코계 미국인 래퍼, 싱어송라이터이다. 그는 미국 음반 산업 협회에서 플래티넘 인증을 받은 그의 노래 "Betrayed (Lil Xan song)"로 가장 잘 알려져 있다.빌보드 핫 100에서 64위로 정점을 찍었다. 2018년 4월 6일, 리아노스는 데뷔 앨범 《Total Xanarchy》를 발매했다.
그의 예명은 자낙스에서 따왔다. 그는 어린 시절의 대부분을 모텔에서 살았다.그는 레드랜즈 이스트 밸리 고등학교에 다녔지만, 1학년 때 고등학교를 중퇴했고, 몇 년 동안 집에서 백수 생활을 했다.리아노스는 랩을 하기 전에, 환경미화원으로 일했고 마약을 팔았다.리아노스는 이후 래퍼였던 몇몇 친구들을 후원하며 사진 촬영 경력을 쌓았다. 그는 결국 카메라를 도난당했고, 새로운 카메라에 투자하는 대신 랩을 시작하기로 결정했다.

## 커리어

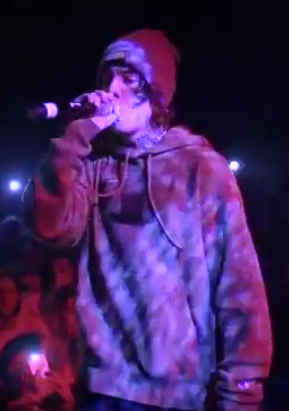
2018년 공연 모습

리아노스는 사운드 클라우드와 유튜브와 같은 플랫폼을 통해 인정을 받기 시작했다.그의 인기는 2017년 8월 그의 노래 "Betrayed"의 뮤직비디오가 공개된 이후 커졌다.이 노래는 빌보드 핫 100에서 64위로 정점을 찍었다. "XXL"(잡지)과의 인터뷰에서 리아노스는 데뷔 앨범 "Total Xanarchy"를 발표했다. 이 앨범에는 디플로, 스와이 리와 같은 아티스트들과의 콜라보레이션이 포함되어 있다.2017년 12월, 리아노스는 "Total Xanarchy" 투어를 발표했다.이 음반은 "빌보드"에 따르면 5시간 만에 매진되었다. 2018년 리아노스는 자신의 금독 메시지를 지지하기 위해 자신의 예명을 "디고"로 바꾸는 것을 고려했다. 그러나, 그는 그 이후 공식적으로 가명 변경을 진행하는 것에 대해 불확실성을 표명했다.
2018년 4월 6일, 리아노스는 데뷔 음반 "Total Xanarchy"를 발매했다. 이 음반은 비평가들로부터 부정적인 평가를 받았지만, 빌보드 200에서 10위로 데뷔하고 첫 주에 28,000장이 팔리는 등 상업적으로 중간 정도의 성공을 거두었다. 2018년 5월, 리아노스는 믹스테이프 《Heartbreak Soldiers》를 발표했다.2018년 7월 8일 발매되었다. 2018년 9월, 리아노스는 그가 죽기 전에 마지막으로 맥 밀러에게 경의를 표하기 위해 리아노스에게 한 말들이었기 때문에, "Be Safe"라는 제목의 앨범을 작업 중이라고 발표했다.
리아노스는 아직 발매되지 않은 두 번째 앨범에 대해 여러 가지 모순된 진술을 했다.당초 그는 2019년에 〈Be Safe〉 프로젝트를 발표할 계획이었으나, 음반 제작이 흐지부지되어 결국 폐기되었다.2019년 11월, 그는 그의 다음 앨범의 제목을 "When 9월 종영"이라고 발표했고, 앨범 커버도 함께 발매했지만, 이 역시 결실을 맺지 못했다. 2020년 1월, 리아노스는 자신의 앨범이 완성되었다고 발표했고, "Sorry I not Kit"로 불릴 것이라고 발표했으며, 릴 웨인의 "Sorry 4 the Wait"에서 영감을 얻은 새 앨범 커버가 공개되었지만 이 프로젝트는 폐기된 것으로 보인다.

## 예술성
리아노스는 파렐 윌리엄스(Pharrell Williams)와 N.E.R.D.를 초기 힙합에 영향을 준 것으로 꼽았으며, 북극원숭이, 코끼리 케이지, 석기시대의 여왕도 영향을 받았다. 리아노스는 또한 [드레이크]와 [맥 밀러]를 음악적 영감으로 묘사했다.
"Pigeons & Planes"에 따르면, 리아노스의 음악은 "전형적인 함정"으로 시작되었고, 후에 "더 어둡고 꿈같은 소리"로 바뀌었다. 《더 뉴요커》는 리아노스를 "사드 랩" 운동의 일부로 묘사했다.

## 개인사
리아노스는 2018년 6월 30일 가수 겸 배우 노아 사이러스와 데이트를 시작했다. 이 커플은 2018년 8월에 콜라보레이션 "Live or Die"를 발매했다. 그들은 2018년 9월에 헤어졌고, 두 사람은 상대방이 바람을 피웠다고 비난했고, 리아노스는 또한 두 사람의 관계가 두 사람의 음반사인 컬럼비아에 의해 강요되었다고 주장했다. 그러나 몇 주 후, 그는 "오픈 레이트 위드 피터 로젠버그" 와의 인터뷰에서 "솔직히 말해서, 이별이 일어난 대부분의 이유는 나 때문이었다고 말하고 싶다. 제 잘못이에요. 우린 아직 함께 있을 수 있었는데 내가 모든 걸 망친 것 같아 좌우로 쾅쾅 맞아서 더 어두운 곳에 처박혔어요. 그는 계속해서 자신이 "키루스 가족에 대한 사랑밖에 없었다"고 말했다.
리아노스는 벤조디아제핀(특히 자낙스)과 아편 중독에 대해 공개적으로 밝힌 바 있다. 그는 2년 만에 자낙스 중독을 극복했다. 릴 젠은 Xanax의 남용에 대해 거리낌 없이 말하고 사람들에게 그 약의 사용을 완전히 중단할 것을 촉구한다.
2019년 2월, 리아노스는 당시 약혼자였던 애니 스미스와 임신했다고 발표했다. 4월 6일, 스미스는 그녀가 유산을 경험했다고 밝혔다. 인스타그램에 동영상과 사진을 통해 사건에 대한 정보를 공유한다. 그러나 몇 주 후 "Adam22" 인터뷰에서 리아노스는 스미스가 그녀의 임신을 속였다는 의심을 가졌다고 밝혔다. 이것은 소셜 미디어에 있는 그 랩퍼의 많은 팬들이 그 커플의 초음파 사진들이 구글에서 찾을 수 있는 것과 똑같아 보인다고 지적한 후에 일어났다. 이 둘은 결국 헤어졌고, 리아노스는 나중에 이 관계가 독성이 있었다고 주장했다.

## 논쟁
2021년 12월, 라이브 스트림에서 리아노스는 과거 "마약 중독자"였다고 말했고, 투어 중 금단 현상을 겪을 때마다 그의 전 매니저인 스태트쿼가 그에게 약을 공급함으로써 그의 중독을 가능하게 했다고 비난했다. Leanos는 Quo가 중독을 극복하도록 돕는 대신에 그의 중독을 부채질하고 있다고 설명했다. 그는 쿠오의 학대가 그를 거의 죽일 뻔했다고 암시했다: "그들은 단지 당신이 빌어먹을 돈을 벌 수 있을 만큼 오래 살기를 원할 뿐이고, 만약 당신이 죽는다면, 그들에게 훨씬 더 좋을 것이다. 뭘 알고 있지? 살아있는 예술가를 관리하는 것보다 죽은 예술가를 관리하는 것이 더 쉽다." 이 발언 이후 일부 사람들은 레오노스를 믿고 지지했지만, 일부 사람들은 그가 관심을 끌기 위해 거짓말을 하고 있다고 주장하거나, 그가 상황을 크게 과장하고 있다고 주장했고, 그의 중독에 대한 모든 책임을 스스로 지는 대신 다른 누군가에게 전가하려고 했다. 아담22는 레오노스에게 "피해자 역할을 그만해야 한다"고 말했다.

## 디스코그래피

### 앨범
| 제목           | 앨범 디테일                                                                  | 피크 차트 위치 |
| 제목           | 앨범 디테일                                                                  | US             |
| -------------- | ---------------------------------------------------------------------------- | -------------- |
| Total Xanarchy | - 발매: 2018년 4월 6일 - 형식: CD, 디지털 다운로드 - 레이블: 컬럼비아 레코드 | 10             |

### 믹스테잎
| 제목                        | 믹스테잎                                                                           |
| --------------------------- | ---------------------------------------------------------------------------------- |
| Heartbreak Soldiers         | - 발매: 2018년 7월 8일 - 형식: 디지털 다운로드, 스트리밍 - 레이블: 컬럼비아 레코드 |
| "Heartbreak Soldiers Pt. 2" | - 발매: 2019년 3월 20일 - 형식: 디지털 다운로드, 스트리밍 - 레이블l: Columbia      |

### 익스텐디드 플레이
| 제목             | EP |
| ---------------- | --- |
| CITGO            | - 발매: 2016년 9월 6일 - 형식: 디지털 다운로드, 스트리밍, 카세트 테이프 - 레이블: Sleepcvlt (cassette) |
| Toothache        | - 발매: 2017년 6월 19일 - 형식: 디지털 다운로드, 스트리밍 - 레이블: Independent                        |
| Xanarchy         | - 발매: 2017년 8월 1일 - 형식: 디지털 다운로드, 스트리밍 - 레이블: Independent                         |
| Xanarchy Militia | - 발매:2018년 11월 14일 - 형식: 디지털 다운로드, 스트리밍 - 레이블: 컬럼비아 레코드                    |
| Fireworks        | - 발매: 2019년 2월 19일 - 형식: 스트리밍 - 레이블: 컬럼비아 레코드                                     |

### 싱글

#### 아티스트
| "Montana Doe"                                                            | 2016 | —  | —  | —  | —  |                  | Non-album single                        |
| "Who Are You?" (Oohdem Beatz와 함께)                                     | 2016 | —  | —  | —  | —  |                  | CITGO                                   |
| "Center Fold" (Julian Dova, Oohdem Beatz와 함께)                         | 2016 | —  | —  | —  | —  |                  | Non-album singles                       |
| "Sorry" (Oohdem Beatz와 함께)                                            | 2016 | —  | —  | —  | —  |                  | Non-album singles                       |
| "Vicodin" (Julian Dova, Oohdem Beatz와 함께)                             | 2017 | —  | —  | —  | —  |                  | Non-album singles                       |
| "Been Bout It"                                                           | 2017 | —  | —  | —  | —  |                  | Non-album singles                       |
| "Xanarchy"                                                               | 2017 | —  | —  | —  | —  |                  | Xanarchy                                |
| "No Love"                                                                | 2017 | —  | —  | —  | —  |                  | Xanarchy                                |
| "Crash the Whip" ($teven Cannon와 함께)                                  | 2017 | —  | —  | —  | —  |                  | Non-album single                        |
| "Slingshot"                                                              | 2017 | —  | —  | —  | —  |                  | Total Xanarchy                          |
| "Betrayed (Lil Xan song)"                                                | 2017 | 64 | 28 | 49 | 11 | - RIAA: Platinum | Total Xanarchy                          |
| "Far"                                                                    | 2017 | —  | —  | —  | —  |                  | Total Xanarchy                          |
| "Water (Models)" (Spell Jordan과 함께, Smokeasac가 피쳐링)               | 2017 | —  | —  | —  | —  |                  | Non-album single                        |
| "Wake Up"                                                                | 2017 | —  | —  | —  | —  |                  | Total Xanarchy                          |
| "Color Blind" (Diplo와 함께)                                             | 2018 | —  | —  | —  | —  | - RIAA: Gold     | [[California (Diplo EP), Total Xanarchy |
| "The Man" (featuring $teven Cannon)                                      | 2018 | —  | —  | —  | —  |                  | Total Xanarchy                          |
| "Moonlight" (with Charli XCX)                                            | 2018 | —  | —  | —  | —  |                  | Total Xanarchy                          |
| "Lies" (featuring Lil Skies)                                             | 2018 | —  | —  | —  | —  |                  | Heartbreak Soldiers                     |
| "Live or Die" (Noah Cyrus와 함께)                                        | 2018 | —  | —  | —  | —  |                  | Non-album single                        |
| "Slope"                                                                  | 2018 | —  | —  | —  | —  |                  | Xanarchy Militia                        |
| "On Sight" (Lucifena와 함께)                                             | 2018 | —  | —  | —  | —  |                  | Non-album singles                       |
| "Watch Me Fall"                                                          | 2019 | —  | —  | —  | —  |                  | Non-album singles                       |
| "Tree Sap"                                                               | 2019 | —  | —  | —  | —  |                  | Non-album singles                       |
| "Shake It"                                                               | 2019 | —  | —  | —  | —  |                  | Pornhub Valentine's Day Album           |
| "Summer Days"                                                            | 2019 | —  | —  | —  | —  |                  | Fireworks                               |
| "Jewelry" (DJ Stadium and PH4DE와 함께)                                  | 2019 | —  | —  | —  | —  |                  | Non-album singles                       |
| "I Might" ($teven Cannon, YBN Nahmir, YBN Almighty Jay와 함께)           | 2019 | —  | —  | —  | —  |                  | Non-album singles                       |
| "Bloody Nose"                                                            | 2019 | —  | —  | —  | —  |                  | Non-album singles                       |
| "Midnight In Prague"                                                     | 2019 | —  | —  | —  | —  |                  | Non-album singles                       |
| "West Side"                                                              | 2019 | —  | —  | —  | —  |                  | Non-album singles                       |
| "Like Me"                                                                | 2019 | —  | —  | —  | —  |                  | Non-album singles                       |
| "Wrong Way" (Kidd Keo와 함께)                                            | 2019 | —  | —  | —  | —  |                  | Non-album singles                       |
| "Death to Mumble Rap 2" (Gawne와 함께)                                   | 2020 | —  | —  | —  | —  |                  | Eternal                                 |
| "Willow"                                                                 | 2020 | —  | —  | —  | —  |                  | Non-album singles                       |
| "Everything I Own"                                                       | 2020 | —  | —  | —  | —  |                  | Non-album singles                       |
| "My Girlfriend"                                                          | 2020 | —  | —  | —  | —  |                  | Non-album singles                       |
| "Life Sucks"                                                             | 2021 | —  | —  | —  | —  |                  | Non-album singles                       |
| "Miss Me" (Chris Miles와 함께)                                           | 2021 | —  | —  | —  | —  |                  | Non-album singles                       |
| "Go Crazy" (Imanbek, Kddk와 함께)                                        | 2021 | —  | —  | —  | —  |                  | Non-album singles                       |
| "Rebound" ($teven Cannon,Kinfolk John와 함께)                            | 2022 | —  | —  | —  | —  |                  | Non-album singles                       |
| "—"은 차트화되지 않았거나 해당 영역에서 릴리스되지 않은 녹음을 나타낸다. |      |    |    |    |    |                  |                                         |

#### 피쳐링 아티스트
| 제목                                                           | 연도 | 앨범                       |
| -------------------------------------------------------------- | ---- | -------------------------- |
| "Lifeless" (Chem X, Lil Xan 피쳐링)                            | 2017 | Non-album singles          |
| "For the Better" (Kid Kaze, Lil Xan 피쳐링)                    | 2017 | Non-album singles          |
| "Lost" (Joei Razook, Lil Xan 피쳐링)                           | 2017 | Non-album singles          |
| "Whoa" (HenneyPapi, Lil Xan 피쳐링)                            | 2018 | Non-album singles          |
| "Racksonracksonracks" (HenneyPapi, Lil Xan 피쳐링)             | 2018 | Litlyfe II                 |
| "Wait" (Kid Kaze, Lil Xan 피쳐링)                              | 2018 | Non-album singles          |
| "Brainfreeze" (Prime Society, Smokepurpp)                      | 2018 | Non-album singles          |
| "Crazy Shit" (Skooly, Smokepurpp)                              | 2018 | Don't You Ever Forget Me 3 |
| "Percy" (Lil Icepack, Smokepurpp)                              | 2018 | Non-album singles          |
| "Cookin'" (Blatz, $teven Cannon, $teve Cannon, Lil Xan 피쳐링) | 2018 | Non-album singles          |
| "Purpple Hearts" (Diablo, Smokepurpp, Lil Xan 피쳐링)          | 2018 | Non-album singles          |
| "I Might" ($teven Cannon, Lil Xan 피쳐링)                      | 2018 | Lowkey                     |
| "Swimming" (Baby Goth,Trippie Redd, Lil Xan 피쳐링)            | 2018 | Baby Goth                  |
| "Lost at Sea" (Lucifena, Lil Xan 피쳐링)                       | 2019 | Mood Swings                |
| "XOXO" (Jumex, Lil Xan 피쳐링)                                 | 2020 | Non-album single           |
| "OMG its Rarri" (Rarri, Lil Xan 피쳐링)                        | 2020 | Universe 444               |
| "Gassed" (Kinfolk Jon, Lil Xan, $teve Cannon 피쳐링)           | 2020 | Non-album single           |
| "Girls Girls Girls" ($teven Cannon, Lil Xan 피쳐링)            | 2020 | Non-album single           |
| "Phone" (C.R.O, Lil Xan 피쳐링)                                | 2020 | Non-album single           |
| "TITI" (Diablo, Lil Xan, Harry Nach 피쳐링)                    | 2020 | Non-album single           |

## 수상 및 후보
| 연도 | 수상                        | 카테고리             | 지명 목록 | 결과 | 참조문헌 |
| ---- | --------------------------- | -------------------- | --------- | ---- | -------- |
| 2018 | 2018 MTV 비디오 뮤직 어워드 | 올해의 Push 아티스트 | Lil Xan   | 후보 | [ 53 ]   |
| 2018 | MTV 유럽 뮤직 어워드        | 최고의 Push 아티스트 | Lil Xan   | 후보 | [ 53 ]   |